# Съедобный шарнир
Съедобный шарнир, или спондилюс-позвонок (лат. Spondylus gaederopus) — съедобный вид двустворчатых моллюсков, обитающий в Чёрном и Средиземном морях.

## Описание
Фиолетово-красноватая раковина длиной от 6,0 до 12,5 см покрыта длинными, плоскими колючками. Вид живёт как на мелководье, так и на скалистом дне на глубине до 50 м. Популяция колоний ранее очень частого вида в начале 1980-х годов по неизвестным причинам сократилась.

## Значение для археологии
В неолите из створок раковин делали украшения, которые затем попадали далеко на запад — в Северную Италию, долину Рейна и Центральную Францию. Так раковины съедобного шарнира были найдены в культуре линейно-ленточной керамики, рёссенской культуре, культуре Винча, культуре Тиса и др.
Мастерские, где обрабатывались раковины моллюска, известны в димини в Греции. В ленточной керамике из раковин делали браслеты, пряжки и подвески. Эти предметы были найдены, прежде всего, в местах захоронения (Айтерхофен в Баварии и Vedřovice в Моравии). В Греции украшения из моллюска известны со среднего неолита, их расцвет пришёлся на поздний неолит.
Особенностью находок Spondylus gaederopus в известковой пещере Cueva de los Aviones на окраине Картахены в Испании является тот факт, что на внутренней стороне раковин, возраст которых составляет примерно 50 000 лет, были обнаружены остатки красящего вещества гематита, который вместе с другими найденными здесь красящими веществами, стал первым доказательством использования цветных украшений неандертальцами в Европе.